# Подгаецкий район
Подгаецкий район (укр. Підгаєцький район) — упразднённая административная единица на западе Тернопольской области Украины. Административный центр — город Подгайцы.

## География
Площадь — 496 км2 (17-е место среди районов).
Район граничил на севере с Бережанским и Козовским, на юге — с Монастырисским и Бучачским районами Тернопольской области, на западе — с Галичским районом Ивано-Франковской области, на востоке — с Теребовлянским районом Тернопольской области.
Основные реки — Коропец.

## История
Район образован в 1940 году. В ходе хрущёвской административной реформы в СССР, в 1962 году район был расформирован, его территория вошла в состав Бережанского района.
Восстановлен в декабре 1991 года. В ходе административно-территориальной реформы в Украине, в 2020 году район был упразднён, его территория вошла в состав Тернопольского района. На территории района была сформирована Подгаецкая городская община. Территория Шумлянского сельского совета вошла в состав Саранчуковской сельской общины.

## Демография
Население района составляет 17 781 человек (данные 2019 г.), в том числе в городских условиях проживало около 2688 человек, в сельских — 15 093 человека.

## Административное устройство
На момент упразднения район включал в себя:
Количество советов:
- городских — 1
- сельских — 21

Количество населённых пунктов:
- городов районного значения — 1
- сёл — 36

### Населённые пункты
| - Подгаецкий городской совет город Подгайцы - Белокриницкий сельский совет село Белокриница - Боковский сельский совет село Боков - Бронгалевский сельский совет село Бронгалевка село Вага село Михайловка - Вербовский сельский совет село Вербов - Галицкий сельский совет село Галич - Гнильченский сельский совет село Гнильче село Пановичи село Червень - Голгочанский сельский совет село Голгоча село Волица - Заваловский сельский совет село Завалов село Заставче село Затурин село Среднее - Лысецкий сельский совет село Лыса - Литвиновский сельский совет село Литвинов село Рудники село Старый Литвинов | - Мирненский сельский совет село Мирное - Мозолевский сельский совет село Мозолевка - Мужиловский сельский совет село Мужилов - Новосёлковский сельский совет село Новосёлка - Носовский сельский совет село Носов - Поплавский сельский совет село Поплавы село Солнечное село Степовое - Сельцовский сельский совет село Сельцо - Старомиской сельский совет село Старое Мисто село Галендра село Загайцы - Угриновский сельский совет село Угринов село Яблоновка - Шумлянский сельский совет село Шумляны - Юстиновский сельский совет село Юстиновка |